# 小西敦
小西 敦（こにし あつし、1959年5月 - ）は、日本の自治官僚、行政学者（行政学・行政法・財政学・地方自治）。学位は博士（政策科学）（立命館大学・2018年）。静岡県立大学経営情報学部教授・大学院経営情報イノベーション研究科教授・附属政策研究センターセンター長（初代）、京都大学大学院公共政策連携研究部名誉フェロー。
宮内庁侍従、仙台市役所企画局局長、自治医科大学総務部部長、総務省行政評価局調査官、東京大学大学院公共政策学連携研究部教授、財団法人全国市町村研修財団全国市町村国際文化研修所教務部部長、財団法人全国市町村研修財団全国市町村国際文化研修所調査研究部部長などを歴任した。

## 概要
行政学、行政法、財政学、地方自治を専攻する行政学者である。東京大学卒業後、自治省に入省し、宮内庁侍従などを歴任した。その後、東京大学、全国市町村研修財団全国市町村国際文化研修所、静岡県立大学にて後進を育成した。

## 来歴

### 生い立ち
1959年（昭和34年）5月に生まれた。東京大学に進学し、法学部の第二類にて学んだ。1984年（昭和59年）3月、東京大学を卒業した。それに伴い、法学士の称号を取得した。なお、後年になって、立命館大学より博士（政策科学）の学位が授与されている。

### 官界にて
大学卒業後、1984年（昭和59年）4月に自治省に入省した。自治省は地方自治を所管しており地方公共団体への出向が多いことから、入省直後の1984年（昭和59年）7月から1986年（昭和61年）5月までを静岡県庁の財政課にて過ごした。その後は自治省に戻り、給与課の課長補佐などを務めた。また、他の中央省庁や地方公共団体への出向も多く、1996年（平成8年）4月1日からは宮内庁で侍従を務めることになった。宮内庁の内部部局である侍従職において、侍従長を務める自治官僚の山本悟らとともに、即位直後の明仁天皇を支えた。なお、同年12月に山本は侍従長を退任することになり、後任には外交官の渡邉允が就任したが、小西は引き続き侍従を務めた。また、仙台市役所に出向した際には、企画局にて局長に就任した。さらに、事実上国が設立した学校法人によって設置・運営されている自治医科大学に出向した際には、総務部の部長に就任した。
2001年（平成13年）1月、中央省庁再編により自治省は総務省に移行したが、その後も引き続き勤務した。総務省においては、内部部局である行政評価局にて調査官などを歴任した。

### 学界にて
2006年（平成18年）4月、母校である東京大学に転じ、大学院にて俗に公共政策大学院と通称されている公共政策学連携研究部の教授に就任した。大学院においては、主として公共政策学教育部の公共政策学専攻の講義を担当した。
2008年（平成20年）、財団法人である全国市町村研修財団が運営する全国市町村国際文化研修所に転じ、教務部の部長に就任した。なお、全国市町村国際文化研修所においては、同時に調査研究部の部長も兼務した。2009年（平成21年）からは、全国市町村国際文化研修所の調査研究部の部長を専任で務めることになった。その後、全国市町村研修財団は公益財団法人に移行したが、引き続き勤務した。なお、2009年（平成21年）4月からは、京都大学の大学院にて、俗に公共政策大学院と通称されている公共政策連携研究部の特別教授も兼任することになった。大学院においては、主として公共政策教育部の公共政策専攻の講義を担当した。
2018年（平成30年）4月、静岡県立大学に転じ、経営情報学部にて教授に就任した。経営情報学部においては、主として経営情報学科の総合政策分野の講義を担当した。また、静岡県立大学の大学院にて、経営情報イノベーション研究科の教授も兼務することとなった。経営情報イノベーション研究科においては、主として経営情報イノベーション専攻の公共政策系の講義を担当した。2024年（令和6年）4月に経営情報イノベーション研究科の下に附属政策研究センターが設置されると、初代センター長に就任した。なお、2018年（平成30年）4月より、全国市町村研修財団の全国市町村国際文化研修所にて、客員教授を兼任した。また、同年4月には、同じく古巣である京都大学より、大学院の公共政策連携研究部の名誉フェローの称号が授与された。

## 研究
専門は行政学であり、特に行政法、財政学、地方自治といった分野を研究していた。具体的には、市の要件と効果について研究していた。また、政策評価や法と医療について研究していた。そのほか、学術書や専門書も執筆しており、2014年（平成26年）に上梓した『地方自治法改正史』にて、日本公共政策学会著作賞を受賞した。そのほか、日本税務研究センターより日税研究賞を受賞している。
学術団体としては、日本政治学会、日本行政学会、日本公共政策学会、日本公法学会、日本地方政治学会、日本地域政治学会、日本評価学会、などに所属した。

## 略歴
- 1959年 - 誕生[1]。
- 1984年 - 東京大学法学部卒業[2][7]。
- 1984年 - 自治省入省[4][7]。
- 1984年 - 静岡県庁財政課課員[5]。
- 1996年 - 宮内庁侍従[6]。
- 2006年 - 東京大学大学院公共政策学連携研究部教授[7]。
- 2008年 - 全国市町村研修財団全国市町村国際文化研修所教務部部長[7]。
- 2008年 - 全国市町村研修財団全国市町村国際文化研修所調査研究部部長[7]。
- 2009年 - 京都大学大学院公共政策連携研究部特別教授[7]。
- 2018年 - 静岡県立大学経営情報学部教授[4]。
- 2018年 - 静岡県立大学大学院経営情報イノベーション研究科教授。
- 2018年 - 京都大学大学院公共政策連携研究部名誉フェロー[4]。
- 2018年 - 全国市町村研修財団全国市町村国際文化研修所客員教授[4]。
- 2024年 - 静岡県立大学大学院経営情報イノベーション研究科附属政策研究センターセンター長。

## 賞歴
- 1996年 - 日税研究賞入選[14][15]。
- 2015年 - 日本公共政策学会著作賞[13][14]。

## 著作

### 単著
- 小西敦著『地方分権推進期』2巻、自治体国際化協会、2011年。
- 小西敦著『地方自治法改正史』信山社、2014年。ISBN 9784797212655

### 共著
- 小西敦・馬場竹次郎著『地方自治の機構』ぎょうせい、2002年。ISBN 432405648X

### 寄稿、分担執筆、等
- 湯浅利夫ほか編『分権時代の地方財政運営講座』6巻、ぎょうせい、1995年。ISBN 4324044147